# Dolphin Energy
Dolphin Energy est une compagnie gazière d'Abu Dhabi, aux Émirats arabes unis, créé en mars 1999 par le gouvernement d'Abu Dhabi. À ce jour, Dolphin Energy est détenue par la compagnie Mubadala Development, pour le compte du gouvernement d'Abu Dhabi (qui détient 51% des actions), Total S.A. (24,5%) et Occidental Petroleum (24,5%). Il est également une filiale basée à Doha, au Qatar.
Son CEO actuel est M. Adel Ahmed Albuainain depuis le 5 octobre 2015.

## Le projet Dolphin Gas
Le projet majeur de Dolphin Energy est le projet Dolphin Gas, qui comprend la production et le traitement du gaz naturel du North Field du Qatar et le transport du gaz par pipeline offshore vers les Émirats arabes unis et Oman. En juillet 2007, la compagnie a annoncé qu'elle commençait à produire du gaz à North Field, au Qatar. Le gaz est traité à l'usine de traitement du gaz de la ville industrielle de Ras Laffan au Qatar, puis transporté vers le méthane raffiné par un pipeline d'exportation sous-marin depuis le Qatar vers les installations de réception de gaz de Dolphin à Abu Dhabi.